# Lederia pion
Lederia pion is een keversoort uit de familie zwamspartelkevers (Melandryidae). De wetenschappelijke naam van de soort werd in 1987 gepubliceerd door Sasaji.